# مخمسه
مخمسه از فرق ابتدایی غلات شیعه بود که پنج تن آل عبا، محمد، پسرعمویش علی بن ابیطالب، دخترش فاطمه زهرا، و نوه‌هایش حسن و حسین را تقدیس می‌کرد و خدا می‌دانست. روشن نیست لفظ مخمسه به گروه یا فرقهٔ سازمان یافته‌ای اشاره می‌کرده یا به افراد و گروه‌های مختلف و متفاوتی گفته می‌شد. این لفظ صرفاً در مکتوبات افراد خارج از آن به کار رفته، در معدود متون اصیل تشریح کنندهٔ این باور هرگز به کار نرفته است.
تاریخ‌نگاری سعد بن عبدالله قمی مشروح‌ترین توصیف آموزهٔ مخمسه را در بر دارد. بنا بر این اثر، مخمسه آموزش می‌داد که خدا محمد بود و او در چهار عضو خانواده خود را نشان داد. قمی شماری از دیگر آموزه‌ها و ترمینولوژی موجود در متون اولیهٔ غلات را به آنان نسبت می‌دهد که الزاماً با آموزه‌های مخمسه ارتباطی ندارد؛ بنابراین، خدا در سرتاسر تاریخ در افراد متعددی، از جمله پاتریارک‌های توراتی، مسیح، شاهان، شخصیت‌های غلات، چون ابوالخطاب اسدی، مغیره بن سعید و دیگران متجسم شده است. سلمان فارسی باب خدا بود، که در سراسر تاریخ با او به فرم انسانی ظاهر شد، و ابوذر غفاری و مقداد بن عمرو دو صحابی پیامبر، دو یتیم بودند. مخمسه مخالفین اصول اخلاقی بودند، و به نوشتهٔ قمی، آنچه دین ممنوع کرده بود را مجاز می‌دانستند و اعمال رسمی عبادی را برای آنانی که به درجه خاصی از تکامل روحانی رسیده بودند زائد می‌دانستند. برای آنها، در واقع نام‌های افراد، وظایف و ممنوعیت‌ها بود، و وظیفه یا الزام به یک ممنوعیت در واقع پیروی از آن فرد بود. نهایتاً آنان می‌آموختند که ارواح گناهکاران دچار تناسخ به آبدان دیگر انسان‌ها و به گونه‌ها و اشیای پست‌تر از انسان می‌شد. مؤمنین دچار تناسخ نمی‌شدند ولی از هفت درجه تکامل روحانی گذر می‌کردند، که نهایتاً به خدا می‌رسیدند و و قادر می‌شدند او را در روشنایی او درک کنند.